# Ким Ин Соп
Ким Ин Соп (кор. 김인섭, род. 2 марта 1973) — южнокорейский борец греко-римского стиля, чемпион мира, Азии и Азиатских игр, призёр Олимпийских игр 2000 года.

## Биография
Родился в 1973 году в Тэгу. В 1997 году стал серебряным призёром чемпионата Азии. В 1998 году стал чемпионом мира и чемпионом Азиатских игр. В 1999 году выиграл чемпионаты мира и Азии. В 2000 году завоевал серебряную медаль Олимпийских игр в Сиднее. В 2001 году выиграл Восточноазиатские игры и стал серебряным призёром чемпионата мира. В 2002 году завоевал золотую медаль Азиатских игр. В 2004 году стал чемпионом Азии, а также принял участие в Олимпийских играх в Афинах, но был дисквалифицирован.